# Jun Togawa
Jun Togawa (戸川純 Togawa Jun?) nacida el 31 de Marzo de 1961 (63 años) es una cantante, música y actriz japonesa nacida en Shinjuku-ku, Tokio. Conocida también por su hermana Kyoko Togawa.

## Carrera
Después de ganar atención como actriz y cantante invitada en el grupo Halmens, inició su carrera musical profesional a comienzos de 1980 como cantante.
Su personalidad excéntrica y estilo poco convencional le impidió lograr un éxito masivo, aún así, ganó reputación como influyente en la escena independiente gracias a su carrera como solista y a su papel como cantante del grupo de avant-pop Guernica (1982–89) que formó junto a Koji Ueno, que hizo parte del grupo Halmens, y su proyecto comercial Yapoos (1984-1995 y ocasionalmente desde entonces). 
Se conoce por su conexión a la cultura eroguro, particularmente por su trabajo en Yapoos.  Con los años ha formado muchas bandas provisionales como el Jun Togawa Unit para acompañarle.
Entre colaboradores notables ha tenido a Haruomi Hosono, quién ha producido y escrito música para algunos de sus trabajos más tempranos y a otros artistas relevantes de la escena como Miharu Koshi. 
Su hermana Kyoko Togawa fue actriz y aventuró en ocasiones en el mundo de la música, colaboró con ella en repetidas ocasiones. Alrededor de 1990 Jun compartío producción con Susumu Hirasawa resultando en numerosas colaboraciones. Ha actuado en varias películas, incluyendo Untamagiru y El Juego Familiar. 
El álbum Togawa Fiction, lanzado en 2004 junto con la Jun Togawa Band, presentó elementos de rock progresivo, electropop y otros géneros. En 2008, lanzó un juego de 3 discos que abarcan toda su carrera desde comienzos de los 80's: Togawa Legend Self Select Best y Rare 1979-2008, el cuál presentó canciones populares junto a varias pistas y colaboraciones poco conocidas.
En una entrevista en el 2001, el influyente músico alternativo y productor Jim O'Rourke, entre otros, eligió a 20th Jun Togawa como uno de sus "mejores álbumes del año."
Celebró el  aniversario no. 35.º de su carrera profesional en 2016 lanzando álbumes en colaboración con Vampillia y Hijokaidan, siendo estas sus primeras producciones en doce años.

## Discografía

### Álbumes originales
| Título                                                            | Detalles                                        |
| ----------------------------------------------------------------- | ----------------------------------------------- |
| 1. 改造への躍動 Kaizou E No Yakudou                               | 1982.xx.xx Guernica                             |
| 2. 玉姫様 Tamahime-sama                                           | 1984.01.24 Trabajo solista                      |
| 3. 裏玉姫 Ura-Tamahime                                            | 1984.04.25 Yapoos Álbum en vivo                 |
| 4. 極東慰安唱歌 Kyokuto Ian Shoka                                 | 1985.03.25 Jun Togawa Unit                      |
| 5. 好き好き大好き Suki Suki Daisuki                               | 1985.11.10 Trabajo solista                      |
| 6. 新世紀への運河 Shinseiki E No Unga                             | 1988.xx.xx Guernica                             |
| 7. 大天使のように Daitenshi No Youni                              | 1988.09.21 Yapoos                               |
| 8. 電離層からの眼差し Denri-sou Kara No Manazashi                 | 1989.03.05 Guernica                             |
| 9. 昭和享年 Showa Kyonen                                          | 1989.12.16 Trabajo solista                      |
| 10. ダイヤルYを廻せ! Dial Y O Mawase                              | 1991.06.07 Yapoos                               |
| 11. Dadada ism                                                    | 1992.10.28 Yapoos                               |
| 12. ヤプーズの不審な行動 Yapoos No Fushin Na Koudou               | 1995.01.31 Yapoos Álbum en vivo grabado en 1993 |
| 13. HYS                                                           | 1995.06.21 Yapoos                               |
| 14. 20.º Jun Togawa                                               | 2000.09.25 Trabajo solista                      |
| 15. 戸川階段 Togawa Kaidan                                        | 2016.01.20 Colaboración con Hijokaidan          |
| 16. わたしが鳴こうホトトギスWatashi Ga Nakou Hototogisu           | 2016.12.14 Colaboración con Vampillia           |
| 17. Jun Togawa avec Kei Ookubo                                    | 2016.12.14 Colaboración con Kei Ookubo          |
| 18. ヤプーズの不審な行動 令和元年 (El primer año de la era reiwa) | 2019.12.11 Yapoos                               |

### Singles, EPs
| Título                           | Detalles                     |
| -------------------------------- | ---------------------------- |
| Ginrin wa Utau / Maronie Dokuhon | 1982.12.05 Guernica          |
| Radar Man / Boshi Jusei          | 1984.05.25 Trabajo solista   |
| Poesy / Poesy instrumental       | 1985.04.10 Trabajo solista   |
| Osozaki Girl                     | 1985.10.25 Trabajo solista   |
| Sayonara wo Oshiete              | 1985.10.25 Trabajo solista   |
| Barbara Sexaroid / Cecil Cut     | 1985.10.25 Yapoos            |
| Virgen Blues                     | 1990.10.21 Trabajo solista   |
| Infinite Productions Remix       | 1991.07.21                   |
| Men's Junan                      | 1991.05.02 Yapoos            |
| Honou no Shoujo                  | 1995.03.01 Yapoos            |
| CD-Y                             | 2003.04.10 Yapoos Mini-álbum |

### Recopilaciones
| Título                                          | Detalles |
| ----------------------------------------------- | --- |
| Tokyo No Yaban (Tokyo Barbarism)                | 1987.xx.xx Trabajo solista |
| Yapoos Best                                     | 1991.05.21 Yapoos |
| Twins Super Best of Togawa Jun                  | 1996.09.26 Trabajo solista Juego de 2 CD's |
| In Memoria Futuri                               | 2002.12.04 Guernica Tres juegos de CD abarcando los primeros tres álbumes originales de Guernica junto a demos adicionales, pistas en vivo, outtakes y videos en vivo interpreando "Dokuro no enbukyoku" en el Club Quattro, Shibuya, Tokyo en el 27 de Julio de 1988 |
| Togawa Legend Self Select Best & Rare 1979-2008 | 2008.07.09 Trabajo solista Juego de 3 CD's |
| Teichiku Works. Jun Togawa 30th Anniversary     | 2009.07.22 Trabajo solista Juego 6 CD's and 3 DVD's |
| Mushi no Onna - Mika Ninagawa Selection         | 2012.07.25 |

### Apariciones notables como invitada
| Título                                  | Detalles |
| --------------------------------------- | --- |
| Chojiku Korodasutan Ryokoki             | 1984.08.25 Apogee & Perigee |
| Shijin No Ie                            | 1985.00.00 Joe Jackson y La orquesta sinfónica de Tokyo Jun Togawa proporciona toda la interpretacipon vocal. |
| Water in Time and Space                 | 1989.09.01 Susumu Hirasawa Jun Togawa proporciona voz para la pista No Workshop (仕事場はタブー Shigotoba wa Taboo?) |
| The Ghost in Science                    | 1990.05.25 Jun Togawa proporciona voz para las pistas Rocket (ロケット Roketto?) y Cowboy and Indian (カウボーイとインディアン Kaubōi to Indian?) |
| error CD                                | 1990.10.25 Susumu Hirasawa Jun Togawa proporciona voz para Rocket (ロケット Roketto?). |
| Virtual Rabbit                          | 1991.05.25 Susumu Hirasawa Jun Togawa proporciona voz para la pista Clear Mountain Top (山頂晴れて Sanchō Harete?). |
| Histoire du Soldat                      | 1992.06.xx Neko Saito, Koichi Makigami, Jun Togawa, Demon Kogure Jun Togawa interpreta a "la Princesa" y también narra esta versión de la pieza de Igor Stravinsky, conducido por Neko Saito. |
| All Dogs Go To Heaven                   | 2001.08.30 CD Banda sonora para la obra de Keralino Sandorovich Jun Togawa canta tres pistas: Rawhide (ローハイド Rōhaido?), Open The Night y Falling In Love Again (また恋しちゃったのよ Mata koi shichatta no yo?) Falling In Love Again (また恋しちゃったのよ Mata koi shichatta no yo?), Falling In Love Again (また恋しちゃったのよ Mata koi shichatta no yo?) |
| Dreams                                  | 2002.03.26 Reinterpretación jazz de Otomo Yoshihide Jun Togawa proporciona voz para 3 pistas |
| Good Girls Get Fed, Bad Girls Get Eaten | 2005.01.15 Tricomi feat. Jun Togawa Jun Togawa proporciona voz para seis de las ocho pistas |
| HALDYN DOMO                             | Susumu Hirasawa |
| "Like the 20th Century"                 | 2017.10.25 Kei Ohkubo Jun Togawa proporciona voz invitada para Vocalise No.1 y 20 Seiki Mitai Ni |